# منظمة الأقطار العربية المصدرة للبترول
منظمة الأقطار العربية المصدرة للبترول؛ أوابك، (اختصاراً: OAPEC) منظمة عربية إقليمية ذات طابع دولي. أسست بموجب اتفاقية وُقَع على ميثاقها في بيروت في 9 يناير، 1968م. بين كُل من الكويت، السعودية وليبيا، واتفق على أن تكون دولة الكويت مقراً رئيسياً للمنظمة.
في عام 1970، انضمت الجزائر وقطر والإمارات العربية المتحدة والبحرين إلى المنظمة. في ديسمبر، عام 1971، عُدل أحد بنود المادة السابعة من اتفاقية إنشاء المنظمة والمتعلق بشروط قبول انضمام أعضاء جُدد في المنظمة والذي نص على «أن يكون البترول هو المصدر الرئيسي والأساسي لدخله القومي»، ليصبح «أن يكون البترول مصدراً هاماً لدخله القومي».
في عام 1972، انضم العراق وسوريا للمنظمة. وبعدها انضمت مصر في عام 1973 وتونس في عام 1982، ليصبح عدد الأعضاء إحدى عشرة دولة عربية.
هدف المنظمة هو تعاون الأقطار الأعضاء فيما بينهم في مختلف أوجه النشاط الاقتصادي في مجال استخراج النفط وتوثيق العلاقات فيما بينهم في هذا المجال، وتوحيد جهود الأعضاء لتأمين وصول النفط إلى الأسواق بشروط عادلة ومعقولة.

## فكرة إنشاء المنظمة
أولت الجامعة العربية منذ نشأتها اهتماماً خاصاً بشؤون البترول، فلم تغب عن أذهان المسؤولين العرب فكرة إنشاء منظمة عربية للبترول، تُعنى بالتنسيق بين السياسات البترولية العربية، فألّفت لجنة خبراء البترول العرب عام 1951، ثم أنشأ مكتب للبترول في هيكلها التنظيمي عام 1954، وتطور هذا المكتب ليصبح إدارة من إدارات الجامعة العربية في عام 1959. وتبلورت فكرة إنشاء المنظمة في أواسط الستينيات من القرن العشرين، عندما تقدمت مصر في أغسطس 1964 إلى لجنة خبراء البترول العرب التابع لجامعة الدول العربية باقتراح لإنشاء منظمة عربية للبترول تعمل على تنسيق السياسات العربية البترولية، ثم عادت وطرحت الفكرة مرة أخرى في مؤتمر البترول العربي الخامس الذي أوصى بعمل التدابير اللازمة لإقامة مثل هذه المنظمة في إطار جامعة الدول العربية. ومن ثم تقديم مشروع لإنشاء منظمة عربية للبترول تضم كافة الدول العربية المصدرة للبترول، غير أن هذا المشروع لم يُكتب له النجاح بسبب اندلاع الحرب العربية الإسرائيلية في يونيو عام 1967.

## أهداف المنظمة
يُعدّ إنشاء منظمة الدول العربية المصدرة للبترول إنجازاً مهماً، نظراً لحاجة الدول العربية المنتجة للبترول لآلية تعمق التعاون فيما بينها في المجال الاقتصادي وتكون متخصصة في شؤون البترول، بوصف أن إيرادات البترول تعد من أهم مصادر الدخل القومي للدول الأعضاء في المنظمة. والهدف الرئيسي للمنظمة هو تعاون الأعضاء في مختلف أوجه النشاط الاقتصادي في صناعة البترول، وتوثيق العلاقات فيما بينهم، وتوحيد الجهود لتأمين وصول البترول إلى أسواق استهلاكه بشروط عادلة، وتوفير الظروف الملائمة لرأس المال والخبرة للمستثمرين في صناعة البترول في الدول الأعضاء. وتسهم المنظمة بدور مهم في تنمية وتطوير الصناعات البترولية العربية في جميع مجالاتها، وفي تبادل المعلومات والخبرات، كما كان لها دور كبير في إرساء العلاقات بين الدول المنتجة للبترول وتلك المستهلكة له. وتقوم المنظمة بتدعيم البحث العلمي في مجالي البترول والغاز، من خلال المؤتمرات والندوات واللقاءات التي تعقدها، إضافة لإصداراتها المختلفة. وللمنظمة أنشطة علمية مهمة على المستويات العربية والإقليمية والدولية. فعلى المستوى العربي، تشرف المنظمة بالتعاون مع الصندوق العربي للإنماء الاقتصادي والاجتماعي على مؤتمر الطاقة العربي، وذلك بالتنسيق مع الأمانة العامة لجامعة الدول العربية والمنظمة العربية للتنمية الصناعية والتعدين. وهو مؤتمر يعمل على إيجاد إطار مؤسسي للأفكار والتصورات العربية بشأن قضايا البترول والطاقة، يُعقد كل أربع سنوات، وقد عُقدت سبع دورات لهذا المؤتمر، كان آخرها بالقاهرة في الفترة من 11 إلى 14 مايو 2002.

## المشاريع ذات الصلة
هناك العديد من الشركات والمشاريع المنبثفة من المنظمة، وأهمها: الشركة العربية البحرية لنقل البترول والشركة العربية لبناء وإصلاح السفن والشركة العربية للاستثمارات البترولية والشركة العربية للخدمات البترولية ومعهد النفط العربي للتدريب وغيرها.

## الدول الأعضاء

### الأعضاء المؤسسون[9]
- الكويت (1968)
- المملكة العربية السعودية
- المملكة الليبية

### الأعضاء اللاحقون
- قطر (1970)
- مملكة البحرين
- الإمارات العربية المتحدة
- الجمهورية الجزائرية الديموقراطية الشعبية
- جمهورية العراق (1972)
- الجمهورية العربية السورية
- جمهورية مصر العربية (1973)
- الجمهورية التونسية (1982)

## علاقة المنظمة مع منظمة أوبك
هناك علاقة تربط بين المنظمة وبين منظمة الدول المصدرة للبترول (أوبك)، على الرغم من وجود فارق كبير بين أهداف كل منهما. تأتي هذه العلاقة لوجود سبعة أعضاء مشتركين بين المنظمتين، إضافة إلى مصر التي تشارك في اجتماعات منظمة (أوبك) كمراقب. شهدت صناعة البترول في دول المنظمة تطورات متلاحقة في مختلف المجالات، الأمر الذي ساهم في تدعيم مكانة المنظمة وتفعيل دورها في سوق النفط العالمية. ففي عام 2000 بلغت الاحتياطيات المؤكدة من النفط الخام في دول المنظمة أكثر من 633 مليار برميل، وهذا يمثل أكثر من 61% من الاحتياطي العالمي، كما بلغت احتياطياتها من الغاز الطبيعي أكثر من 35 تريليون متر مكعب، وهو يشكل أكثر من 22% من الاحتياطي العالمي من الغاز الطبيعي. لم تشأ الأقطار العربية أن تعتبر المنظمة تكتلاً عربياً داخل أوبك حفاظاً على وحدة الأخيرة في مواجهة المستهلكين.

## وصلات خارجية
- الموقع الرسمي
- تعرف على الفرق بين منظمة «أوبك» و«أوابك» المصدرة للبترول.